# Новые Фалешты
Новые Фалешты (рум. Făleştii Noi, Фэлештий-Ной) — село в Фалештском районе Молдавии. Является административным центром коммуны Новые Фалешты, включающей также село Новый Петросу.

## География
Село расположено на высоте 137 метров над уровнем моря.

## Население
По данным переписи населения 2004 года, в селе Фэлештий-Ной проживает 2100 человек (1002 мужчины, 1098 женщин).
Этнический состав села:
| Национальность | Число жителей | Процентный состав |
| -------------- | ------------- | ----------------- |
| молдаване      | 2039          | 97.1              |
| украинцы       | 29            | 1.38              |
| русские        | 20            | 0.95              |
| румыны         | 7             | 0.33              |
| гагаузы        | 1             | 0.05              |
| прочие         | 4             | 0.19              |
| Всего          | 2100          | 100%              |